# Tajay Gayle
Tajay Gayle (Kingston, 2 de agosto de 1996) es un deportista jamaicano que compite en atletismo, especialista en la prueba de salto de longitud. Ganó dos medallas en el Campeonato Mundial de Atletismo, en los años 2019 y 2023.

## Palmarés internacional
| Campeonato Mundial | Campeonato Mundial | Campeonato Mundial | Campeonato Mundial |
| Año                | Lugar              | Medalla            | Prueba             |
| ------------------ | ------------------ | ------------------ | ------------------ |
| 2019               | Doha (Catar)       | Medalla de oro     | Salto de longitud  |
| 2023               | Budapest (Hungría) | Medalla de bronce  | Salto de longitud  |